# Thelcticopis huyoplata
Thelcticopis huyoplata là một loài nhện trong họ Sparassidae.
Loài này thuộc chi Thelcticopis. Thelcticopis huyoplata được Alberto Barrion & James A. Litsinger miêu tả năm 1995.